# Roupar
Roupar (llamada oficialmente San Pedro Fiz de Roupar) es una parroquia española del municipio de Germade, en la provincia de Lugo, Galicia.

## Otras denominaciones
La parroquia también es conocida por el nombre de San Pedro Félix de Roupar.

## Etimología
El origen del nombre procedería del latín (villa) Rauparii, indicando la pertenencia a un possessor llamado Rauparius, nombre de origen germánico.

## Organización territorial
La parroquia está formada por treinta y una entidades de población, constando veintiocho de ellas en el nomenclátor del Instituto Nacional de Estadística español:

### Entidades de población
Entidades de población que forman parte de la parroquia:
- A Armada
- Abeás (Aveás)
- A Calousada
- A Carballeira
- A Casanova
- A Criba
- A Graña
- A Hermida (A Ermida)
- A Paidavella (Paidavella)
- A Pedreira
- A Pena
- A Penavaqueira (A Pena Vaqueira)
- A Pinguela
- A Riveira (A Ribeira)
- As Folgueiras
- A Torre
- Azureira (A Azoreira)
- Buscalte
- O Aguillón
- O Aruxo
- O Bidueiral
- O Boucello
- O Campo
- O Palmar (Palmaz)
- O Porto da Vila
- O Porto Muíño
- O Portonovo
- O Reboredo
- O Sucastro (Sucastro)
- O Vilar

### Despoblado
Despoblado que forma parte de la parroquia:
- O Baxín (Baxín)

## Demografía
| Gráfica de evolución demográfica de Roupar entre 2000 y 2019 |
|                                                              |
| Datos según el nomenclátor publicado por el INE.             |